# Melanci de Toledo
Melanci va ser un religiós hispanoromà, bisbe de Toledo de finals de segle iii o bé principis del segle iv, el nom del qual només apareix en les actes del Concili d'Elvira.
El nom de Melanci només apareix en les denominades actes del Concili d'Elvira, celebrat en una data incerta entre el 300 i el 324, i hi ostenta el càrrec de bisbe de Toledo. No apareix, per tant, en altres textos o llistes de bisbes com la del Còdex Emilianense (992), que no recull en el seu episcopologi aquest nom. Amb relació a això, J. F. Rivera considera que Melanci era la mateixa persona que Pelagi, bisbe que apareix en primer lloc en el còdex. Enrique Flórez creu que potser havia tingut antecessors, en la creença de l'existència del sant llegendari Eugeni. A més, com en la prelació de signatures de les actes apareix entre els primers, es creu que Melanci devia portar uns anys en el càrrec i que havia estat consagrat a finals del segle iii, en un moment conflictiu a causa de la persecució de Dioclecià i el martiri de santa Leocàdia, i opina que l'omissió del seu nom és a causa que el catàleg emilianense es va iniciar en època visigoda.